# 1755 (album de Moonspell)
Pour les articles homonymes, voir 1755 (homonymie).
 (mars 2019).
Si vous disposez d'ouvrages ou d'articles de référence ou si vous connaissez des sites web de qualité traitant du thème abordé ici, merci de compléter l'article en donnant les références utiles à sa vérifiabilité et en les liant à la section « Notes et références ».
Albums de Moonspell
Extinct
(2015)
1755 est le onzième album du groupe de metal gothique portugais Moonspell, sorti le 3 novembre 2017.

## Description
Il est, contrairement aux précédents, entièrement chanté en portugais. Il s’agit d’un album concept détaillant l’histoire du tremblement de terre de 1755 à Lisbonne.
Cet album a été enregistré au studio Antfarm et au studio Poison Apple. Il a été produit et mixé par Tue Madsen, qui a notamment collaboré avec Meshuggah, The Haunted, Dark Tranquillity, Dir En Grey et Die Apokalyptischen Reiter. L'illustration de la couverture a été conçue par João Diogo. Plusieurs artistes ont été invités, dont Paulo Bragança au chant sur le morceau In Tremor Dei.
Toutes les chansons ont été écrites par Moonspell, Pedro Paixão étant le principal compositeur. Les paroles sont de Fernando Ribeiro (sauf Lanterna dos Afogados).

## Liste des titres
| 1755  | 1755                                                       | 1755  | 1755 | 1755 | 1755 | 1755 | 1755 | 1755 | 1755 |
| No    | Titre                                                      | Durée |      |      |      |      |      |      |      |
| ----- | ---------------------------------------------------------- | ----- | ---- | ---- | ---- | ---- | ---- | ---- | ---- |
| 1.    | Em Nome do Medo                                            | 5:33  |      |      |      |      |      |      |      |
| 2.    | 1755                                                       | 5:12  |      |      |      |      |      |      |      |
| 3.    | In Tremor Dei                                              | 4:26  |      |      |      |      |      |      |      |
| 4.    | Desastre                                                   | 3:22  |      |      |      |      |      |      |      |
| 5.    | Abanão                                                     | 4:08  |      |      |      |      |      |      |      |
| 6.    | Evento                                                     | 4:44  |      |      |      |      |      |      |      |
| 7.    | 1 de Novembro                                              | 3:53  |      |      |      |      |      |      |      |
| 8.    | Ruinas                                                     | 4:45  |      |      |      |      |      |      |      |
| 9.    | Todos os Santos                                            | 5:09  |      |      |      |      |      |      |      |
| 10.   | Lanterna dos Afogados (reprise de Os Paralamas do Sucesso) | 6:30  |      |      |      |      |      |      |      |
| 47:42 |                                                            |       |      |      |      |      |      |      |      |

## Composition du groupe

### Membres
- Fernando Ribeiro - chant
- Ricardo Amorim - guitares
- Aires Pereira - basse
- Miguel Gaspar - batterie
- Pedro Paixão - claviers

### Invités
- Silvia Guerreiro - chœur
- Mariangela Demurtas - chœur
- Carmen Susana Simões - chœur
- Jon Phipps - orchestrations sur Em Nome do Medo
- Martin Lopez - darbouka sur 1755
- Paulo Bragança - chant sur In Tremor Dei

### Production
- Adriano Esteves - logo
- Tiago Canadas - ingénierie, enregistrement
- Jon Phipps - préproduction, arrangements
- João Diogo - illustrations
- Tue Madsen - production, mixage, mastering
- Paulo Mendes - photographie